# Red (Taylor's Version)
Pour les articles homonymes, voir Red.
Cet article concerne l'album réenregistré de Taylor Swift. Pour l'album d'origine de la même chanteuse, voir Red.
Albums de Taylor Swift
Fearless (Taylor's Version)
(2021) Midnights
(2022)
Singles
1. I Bet You Think About Me
Sortie : 15 novembre 2021
2. Message in a Bottle
Sortie : 25 novembre 2021

Red (Taylor's Version)  est le deuxième réenregistrement de la chanteuse américaine Taylor Swift, sorti le 12 novembre 2021, sous le label Republic Records. Il s'agit d'un réenregistrement du quatrième album studio de Swift, Red (2012), et du deuxième des six albums réenregistrés que Swift prévoit de sortir, à la suite du différend concernant la propriété des droits de ses six premiers albums studio,.

## Contexte et sortie
Le quatrième album studio de Taylor Swift, Red, est sorti le 22 octobre 2012 sous le label indépendant Big Machine Records. L'album a été accueilli avec des critiques généralement positives et un succès commercial généralisé. Il contient la première chanson numéro un de Swift sur le Billboard Hot 100, We Are Never Ever Getting Back Together, et d'autres singles à succès en 2012 et 2013, tels que I Knew You Were Trouble, 22  et Everything Has Changed. Red est devenu le premier album numéro un de Swift au Royaume-Uni, et son album avec le plus grand nombre de singles parmi les 10 meilleurs au Royaume-Uni à ce jour. Au fil des ans, l'album a recueilli des éloges critiques pour avoir mis en valeur le talent artistique et la polyvalence de Swift. Il est devenu l'un des albums les plus acclamés de la décennie des années 2010, apparaissant sur de nombreuses listes de meilleures musiques de fin de décennie. Rolling Stone l'a placé au numéro 99 sur sa liste des 500 plus grands albums de tous les temps.
Conformément à son contrat avec Big Machine Records, Swift a sorti six albums studio sous ce label de 2006 à 2017. Fin 2018, le contrat avec le label a expiré. Elle s'est donc retirée de Big Machine et a signé un nouveau contrat d'enregistrement avec Republic Records, une division d'Universal Music Group, qui lui a garanti les droits de propriété des masters de la nouvelle musique qu'elle sortira. En 2019, l'homme d'affaires américain Scooter Braun et sa société Ithaca Holdings ont acquis Big Machine. Dans le cadre de l'acquisition, la propriété des masters des six premiers albums studio de Swift, dont Red, a été transférée à Braun En août 2019, Swift a dénoncé l'achat du label par Braun et a annoncé qu'elle réenregistrerait ses six premiers albums studio, afin de posséder elle-même les masters. En novembre 2020, Braun a vendu les masters à Shamrock Holdings, une société de capital-investissement américaine, sous conditions que Braun et Ithaca Holdings continueront de tirer un profit financier des albums. Swift a commencé à réenregistrer les albums en novembre 2020.

## Liste des pistes
Tous les titres sont suivis de l'appellation "Taylor's Version". Les chansons 22 à 30 sont aussi suivies de la mention « From The Vault », c'est-à-dire les chansons qui n'avaient pas fait la liste des pistes à la sortie de l'album en 2012.
| Red (Taylor's Version) – Édition standard | Red (Taylor's Version) – Édition standard               | Red (Taylor's Version) – Édition standard | Red (Taylor's Version) – Édition standard | Red (Taylor's Version) – Édition standard | Red (Taylor's Version) – Édition standard | Red (Taylor's Version) – Édition standard | Red (Taylor's Version) – Édition standard | Red (Taylor's Version) – Édition standard | Red (Taylor's Version) – Édition standard |
| No                                        | Titre                                                   | Durée                                     |                                           |                                           |                                           |                                           |                                           |                                           |                                           |
| ----------------------------------------- | ------------------------------------------------------- | ----------------------------------------- | ----------------------------------------- | ----------------------------------------- | ----------------------------------------- | ----------------------------------------- | ----------------------------------------- | ----------------------------------------- | ----------------------------------------- |
| 1.                                        | State of Grace                                          | 4:55                                      |                                           |                                           |                                           |                                           |                                           |                                           |                                           |
| 2.                                        | Red                                                     | 3:43                                      |                                           |                                           |                                           |                                           |                                           |                                           |                                           |
| 3.                                        | Treacherous                                             | 4:03                                      |                                           |                                           |                                           |                                           |                                           |                                           |                                           |
| 4.                                        | I Knew You Were Trouble                                 | 3:39                                      |                                           |                                           |                                           |                                           |                                           |                                           |                                           |
| 5.                                        | All Too Well                                            | 5:29                                      |                                           |                                           |                                           |                                           |                                           |                                           |                                           |
| 6.                                        | 22                                                      | 3:50                                      |                                           |                                           |                                           |                                           |                                           |                                           |                                           |
| 7.                                        | I Almost Do                                             | 4:04                                      |                                           |                                           |                                           |                                           |                                           |                                           |                                           |
| 8.                                        | We Are Never Ever Getting Back Together                 | 3:13                                      |                                           |                                           |                                           |                                           |                                           |                                           |                                           |
| 9.                                        | Stay Stay Stay                                          | 3:25                                      |                                           |                                           |                                           |                                           |                                           |                                           |                                           |
| 10.                                       | The Last Time (featuring Gary Lightbody de Snow Patrol) | 4:59                                      |                                           |                                           |                                           |                                           |                                           |                                           |                                           |
| 11.                                       | Holy Ground                                             | 3:22                                      |                                           |                                           |                                           |                                           |                                           |                                           |                                           |
| 12.                                       | Sad Beautiful Tragic                                    | 4:44                                      |                                           |                                           |                                           |                                           |                                           |                                           |                                           |
| 13.                                       | The Lucky One                                           | 4:00                                      |                                           |                                           |                                           |                                           |                                           |                                           |                                           |
| 14.                                       | Everything Has Changed (featuring Ed Sheeran)           | 4:05                                      |                                           |                                           |                                           |                                           |                                           |                                           |                                           |
| 15.                                       | Starlight                                               | 3:40                                      |                                           |                                           |                                           |                                           |                                           |                                           |                                           |
| 16.                                       | Begin Again                                             | 3:58                                      |                                           |                                           |                                           |                                           |                                           |                                           |                                           |
| 17.                                       | The Moment I Knew                                       | 4:45                                      |                                           |                                           |                                           |                                           |                                           |                                           |                                           |
| 18.                                       | Come Back… Be Here                                      | 3:43                                      |                                           |                                           |                                           |                                           |                                           |                                           |                                           |
| 19.                                       | Girl At Home                                            | 3:40                                      |                                           |                                           |                                           |                                           |                                           |                                           |                                           |
| 20.                                       | State of Grace (acoustic version)                       | 5:21                                      |                                           |                                           |                                           |                                           |                                           |                                           |                                           |
| 21.                                       | Ronan                                                   | 4:24                                      |                                           |                                           |                                           |                                           |                                           |                                           |                                           |
| 22.                                       | Better Man                                              | 4:57                                      |                                           |                                           |                                           |                                           |                                           |                                           |                                           |
| 23.                                       | Nothing New (featuring Phoebe Bridgers)                 | 4:18                                      |                                           |                                           |                                           |                                           |                                           |                                           |                                           |
| 24.                                       | Babe                                                    | 3:44                                      |                                           |                                           |                                           |                                           |                                           |                                           |                                           |
| 25.                                       | Message in a Bottle                                     | 3:45                                      |                                           |                                           |                                           |                                           |                                           |                                           |                                           |
| 26.                                       | I Bet You Think About Me                                | 4:45                                      |                                           |                                           |                                           |                                           |                                           |                                           |                                           |
| 27.                                       | Forever Winter                                          | 4:23                                      |                                           |                                           |                                           |                                           |                                           |                                           |                                           |
| 28.                                       | Run (featuring Ed Sheeran)                              | 4:00                                      |                                           |                                           |                                           |                                           |                                           |                                           |                                           |
| 29.                                       | The Very First Night                                    | 3:20                                      |                                           |                                           |                                           |                                           |                                           |                                           |                                           |
| 30.                                       | All Too Well (10 Minute Version)                        | 10:13                                     |                                           |                                           |                                           |                                           |                                           |                                           |                                           |
| 130:26                                    |                                                         |                                           |                                           |                                           |                                           |                                           |                                           |                                           |                                           |

## Classements

### Classements hebdomadaires
| Classement (2021-2024)             | Meilleure place |
| ---------------------------------- | --------------- |
| Allemagne (Media Control AG)       | 22              |
| Australie (ARIA Charts)            | 1               |
| Autriche (Ö3 Austria Top 40)       | 11              |
| Belgique (Flandre Ultratop)        | 3               |
| Belgique (Wallonie Ultratop)       | 5               |
| Canada (Canadian Albums Chart)     | 1               |
| Danemark (Tracklisten)             | 3               |
| Écosse (OCC)                       | 1               |
| Espagne (Promusicae)               | 3               |
| États-Unis (Billboard 200)         | 1               |
| États-Unis (Top Country Albums)    | 1               |
| Finlande (Suomen virallinen lista) | 6               |
| France (SNEP)                      | 10              |
| Irlande (Irish Albums Chart)       | 1               |
| Italie (FIMI)                      | 8               |
| Japon (Oricon)                     | 15              |
| Norvège (VG-lista)                 | 1               |
| Nouvelle-Zélande (RIANZ)           | 1               |
| Pays-Bas (Mega Album Top 100)      | 3               |
| Portugal (AFP)                     | 4               |
| Royaume-Uni (UK Albums Chart)      | 1               |
| Suède (Sverigetopplistan)          | 8               |

## Certifications
| Pays          | Certification | Unités certifiées |
| ------------- | ------------- | ----------------- |
| France (SNEP) | Or            | 50 000            |

## Distribution
| Zone   | Date             | Version             | Format(s)                                  | Label                  | Réf.   |
| ------ | ---------------- | ------------------- | ------------------------------------------ | ---------------------- | ------ |
| Divers | 12 novembre 2021 | Standard            | - CD - Téléchargement - Streaming - Vinyle | Republic Records       | [ 32 ] |
| Japon  | 13 novembre 2021 | Deluxe              | CD                                         | Universal Music Japan  | [ 33 ] |
| Brésil | 31 décembre 2021 | Standard            | CD                                         | Universal Music Brasil | [ 34 ] |
| Brésil | 7 février 2022   | - Standard - Deluxe | Cassette                                   | Universal Music Brasil | [ 34 ] |